# Masakuni Yamamoto
Masakuni Yamamoto (山本 昌邦, Yamamoto Masakuni, né le 4 avril 1958 dans la préfecture de Shizuoka au Japon) est un footballeur japonais.